# Olympische Winterspiele 1992/Curling
Bei den XVI. Olympischen Winterspielen 1992 in Albertville fanden zwei Wettbewerbe im Curling statt. Diese hatten den Status eines Demonstrationswettbewerbs. Austragungsort war die Patinoire olympique in Pralognan-la-Vanoise.

## Bilanz

### Medaillenspiegel
| Platz | Land               | Gold | Silber | Bronze | Gesamt |
| ----- | ------------------ | ---- | ------ | ------ | ------ |
| 1     | Deutschland        | 1    | –      | –      | 1      |
| 1     | Schweiz            | 1    | –      | –      | 1      |
| 3     | Norwegen           | –    | 2      | –      | 2      |
| 4     | Kanada             | –    | –      | 1      | 1      |
| 4     | Vereinigte Staaten | –    | –      | 1      | 1      |

### Medaillengewinner
| Konkurrenz | Gold                                                                          | Silber                                                                             | Bronze                                                                        |
| ---------- | ----------------------------------------------------------------------------- | ---------------------------------------------------------------------------------- | ----------------------------------------------------------------------------- |
| Frauen     | Sabine Huth, Stephanie Mayr, Christiane Jentsch, Andrea Schöpp, Monika Wagner | Marianne Aspelin, Mette Halvorsen, Anne Jøtun, Dordi Nordby, Hanne Pettersen       | Elaine Dagg-Jackson, Melissa Soligo, Jodie Sutton, Julie Skinner, Karri Wilms |
| Männer     | Peter Däppen, Jürg Dick, Urs Dick, Robert Hürlimann, Thomas Kläy              | Tormod Andreassen, Kjell Berg, Flemming Davanger, Stig-Arne Gunnestad, Pål Trulsen | Bob Nichols, Raymond Somerville, Tim Somerville, Bill Strum, Mike Strum       |

## Turnier der Frauen

### Teams
| Land           | Verein                                | Skip            | Third           | Second           | Lead              | Ersatz              |
| -------------- | ------------------------------------- | --------------- | --------------- | ---------------- | ----------------- | ------------------- |
| Dänemark       | Hvidovre CC, Hvidovre                 | Helena Blach    | Malene Krause   | Lene Bidstrup    | Susanne Slotsager | Dorthe Holm         |
| Deutschland    | SC Riessersee, Garmisch-Partenkirchen | Andrea Schöpp   | Stephanie Mayr  | Monika Wagner    | Sabine Huth       | Christiane Scheibel |
| Frankreich     | Megève CC, Megève                     | Annick Mercier  | Brigitte Lamy   | Géraldine Girod  | Claire Niatel     | Brigitte Collard    |
| Großbritannien | Laurencekirk CC, Aberdeen             | Jackie Lockhart | Deborah Knox    | Judith Stobbie   | Wendy Bell        | Isobel Torrance     |
| Japan          | Obihiro CC, Obihiro                   | Mayumi Seguchi  | Minori Kudō     | Mayumi Abe       | Utage Matsuzaki   | Rumi Michita        |
| Kanada         | Juan de Fuca CC, Victoria             | Julie Sutton    | Jodie Sutton    | Melissa Soligo   | Karri Wilms       | Elaine Dagg-Jackson |
| Norwegen       | Snarøen CC, Oslo                      | Dordi Nordby    | Hanne Pettersen | Mette Halvorsen  | Anne Jøtun        | Marianne Aspelin    |
| Schweden       | Härnösands C, Härnösand               | Anette Norberg  | Anna Rindeskog  | Cathrine Norberg | Helene Granqvist  | Ann-Catrin Kjerr    |

### Gruppe A
| Platz | Team           | Spiele | Siege | Ndlg. |
| ----- | -------------- | ------ | ----- | ----- |
| 1     | Deutschland    | 3      | 2     | 1     |
| 2     | Norwegen       | 3      | 2     | 1     |
| 3     | Großbritannien | 3      | 2     | 1     |
| 4     | Japan          | 3      | 0     | 3     |

| Begegnung                    | Ergebnis |
| ---------------------------- | -------- |
| Norwegen – Deutschland       | 3:7      |
| Großbritannien – Japan       | 10:3     |
| Deutschland – Japan          | 9:7      |
| Norwegen – Großbritannien    | 5:4      |
| Deutschland – Großbritannien | 4:6      |
| Norwegen – Japan             | 7:6      |

| Begegnung                    | Ergebnis |
| ---------------------------- | -------- |
| Deutschland – Großbritannien | 5:4      |
| Norwegen – Großbritannien    | 9:4      |

### Gruppe B
| Platz | Team       | Spiele | Siege | Ndlg. |
| ----- | ---------- | ------ | ----- | ----- |
| 1     | Kanada     | 3      | 3     | 0     |
| 2     | Dänemark   | 3      | 2     | 1     |
| 3     | Schweden   | 3      | 1     | 2     |
| 4     | Frankreich | 3      | 0     | 3     |

| Begegnung             | Ergebnis |
| --------------------- | -------- |
| Kanada – Dänemark     | 12:2     |
| Schweden – Frankreich | 14:5     |
| Dänemark – Schweden   | 8:6      |
| Kanada – Frankreich   | 4:3      |
| Kanada – Schweden     | 8:2      |
| Frankreich – Dänemark | 5:9      |

### Finalphase
| Begegnung          | Ergebnis |
| ------------------ | -------- |
| Frankreich – Japan | 9:6      |

| Begegnung                 | Ergebnis |
| ------------------------- | -------- |
| Schweden – Großbritannien | 11:7     |

| Begegnung              | Ergebnis |
| ---------------------- | -------- |
| Dänemark – Deutschland | 5:6      |
| Norwegen – Kanada      | 9:2      |

| Begegnung         | Ergebnis |
| ----------------- | -------- |
| Dänemark – Kanada | 3:9      |

| Begegnung              | Ergebnis |
| ---------------------- | -------- |
| Deutschland – Norwegen | 9:2      |

### Endstand
| Platz | Team           |
| ----- | -------------- |
| 1     | Deutschland    |
| 2     | Norwegen       |
| 3     | Kanada         |
| 4     | Dänemark       |
| 5     | Schweden       |
| 6     | Großbritannien |
| 7     | Frankreich     |
| 8     | Japan          |

## Turnier der Männer

### Teams
| Land               | Verein                        | Skip                 | Third               | Second            | Lead            | Ersatz           |
| ------------------ | ----------------------------- | -------------------- | ------------------- | ----------------- | --------------- | ---------------- |
| Australien         | Melbourne CC, Melbourne       | Hugh Millikin        | Tom Kidd            | Daniel Joyce      | Stephen Hewitt  | Brian Stuart     |
| Frankreich         | Megève CC, Megève             | Dominique Dupont-Roc | Claude Feige        | Patrick Philippe  | Thierry Mercier | Daniel Moratelli |
| Großbritannien     | Castle Kennedy CC, Stranraer  | Hammy McMillan       | Norman Brown        | Gordon Muirhead   | Roger McIntyre  | Robert Kelly     |
| Kanada             | Avonair CC, Edmonton          | Kevin Martin         | Kevin Park          | Dan Petryk        | Don Bartlett    | Jules Owchar     |
| Norwegen           | Risenga CK, Oslo              | Tormod Andreassen    | Stig-Arne Gunnestad | Flemming Davanger | Kjell Berg      | Pål Trulsen      |
| Schweden           | Karlstads CK, Karlstad        | Dan-Ola Eriksson     | Sören Grahn         | Jonas Sjölander   | Stefan Holmén   | Håkan Funk       |
| Schweiz            | CC Solothurn-Wengi, Solothurn | Urs Dick             | Jürg Dick           | Robert Hürlimann  | Thomas Kläy     | Peter Däppen     |
| Vereinigte Staaten | Superior CC, Superior         | Raymond Somerville   | Tim Somerville      | Mike Strum        | Bill Strum      | Bob Nichols      |

### Gruppe A
| Platz | Team           | Spiele | Siege | Ndlg. |
| ----- | -------------- | ------ | ----- | ----- |
| 1     | Norwegen       | 3      | 3     | 0     |
| 2     | Schweiz        | 3      | 2     | 1     |
| 3     | Großbritannien | 3      | 1     | 2     |
| 4     | Australien     | 3      | 0     | 3     |

| Begegnung                   | Ergebnis |
| --------------------------- | -------- |
| Norwegen – Schweiz          | 11:3     |
| Großbritannien – Australien | 9:6      |
| Schweiz – Australien        | 7:3      |
| Norwegen – Großbritannien   | 6:1      |
| Norwegen – Australien       | 11:1     |
| Schweiz – Großbritannien    | 6:5      |

### Gruppe B
| Platz | Team               | Spiele | Siege | Ndlg. |
| ----- | ------------------ | ------ | ----- | ----- |
| 1     | Kanada             | 3      | 3     | 0     |
| 2     | Vereinigte Staaten | 3      | 2     | 1     |
| 3     | Frankreich         | 3      | 1     | 2     |
| 4     | Schweden           | 3      | 0     | 3     |

| Begegnung             | Ergebnis |
| --------------------- | -------- |
| Kanada – USA          | 7:3      |
| Frankreich – Schweden | 8:3      |
| USA – Schweden        | 8:4      |
| Kanada – Frankreich   | 5:4      |
| Kanada – Schweden     | 10:5     |
| USA – Frankreich      | 6:4      |

### Finalphase
| Begegnung             | Ergebnis |
| --------------------- | -------- |
| Australien – Schweden | 8:6      |

| Begegnung                   | Ergebnis |
| --------------------------- | -------- |
| Großbritannien – Frankreich | 6:4      |

| Begegnung        | Ergebnis |
| ---------------- | -------- |
| Kanada – Schweiz | 4:8      |
| Norwegen – USA   | 8:3      |

| Begegnung    | Ergebnis |
| ------------ | -------- |
| Kanada – USA | 2:9      |

| Begegnung          | Ergebnis |
| ------------------ | -------- |
| Schweiz – Norwegen | 7:6      |

### Endstand
| Platz | Team               |
| ----- | ------------------ |
| 1     | Schweiz            |
| 2     | Norwegen           |
| 3     | Vereinigte Staaten |
| 4     | Kanada             |
| 5     | Großbritannien     |
| 6     | Frankreich         |
| 7     | Australien         |
| 8     | Schweden           |